# Рик Мачар
Ријек Машар Тени је тренутни потпредседник Јужног Судана. Рођен је 1952. године у месту Адок у вилајету Ел Вахда у Јужном Судану. Од 1983. био је активиста Народног покрета за независност Судана, који напушта 1991. године. Вратио се покрету 2002. године, и од тада се налази на високим позицијама у НПОС-у. Завршио је факултет за инжењера у Картуму, а докторирао на инжењерској роботици у Бредфорду. Припадник је народа Нуер.

## Спошашње везе
- Рик Мачар Тени (језик: енглески)